# Pistolety Glock

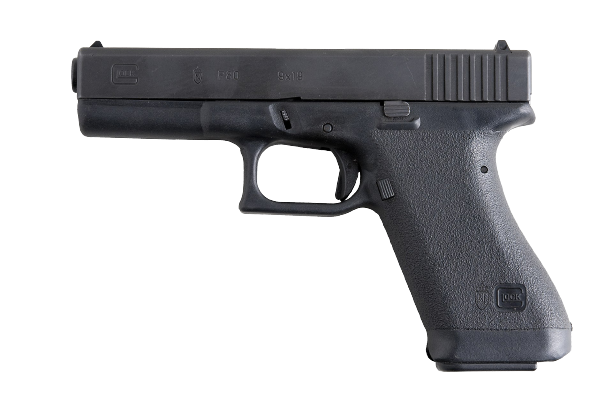
Glock 17 pierwszej generacji

Glock – pistolety opracowane i produkowane przez austriacką firmę Glock GmbH z Deutsch-Wagram, założoną w 1963 przez Gastona Glocka – specjalistę od wysokowytrzymałych tworzyw sztucznych (wcześniej firma produkowała, między innymi, parasole). W maju 1980 armia austriacka ogłosiła konkurs na opracowanie zupełnie nowego wzoru pistoletu. Do konkursu mogły stanąć tylko firmy austriackie. W ciągu 6 miesięcy w biurze projektowym firmy opracowano prototyp pistoletu, który stał się światowym hitem i zyskał miano „broni XXI wieku”. W 1982 przyjęto go (jako P-80) do uzbrojenia wojska i policji austriackiej. Wkrótce broń wprowadzono również do uzbrojenia armii holenderskiej, norweskiej i szwedzkiej. Na bazie tego pistoletu powstało wiele wersji o różnym przeznaczeniu, różniących się głównie kalibrem stosowanej amunicji, wymiarami zewnętrznymi i masą. Do 2004 sprzedano łącznie, w 100 krajach, około 2,5 miliona pistoletów, z czego około 250 000 – do USA.
Pistolety Glock stały się pierwszą nowoczesną bronią zachodnią wprowadzoną w większej liczbie na wyposażenie polskiej Policji (31 grudnia 1996 roku modele Glock 17 i 19, a w 2001 roku Glock 26) – łącznie w 2009 roku posiadano ich 14.260.

## Opis konstrukcji

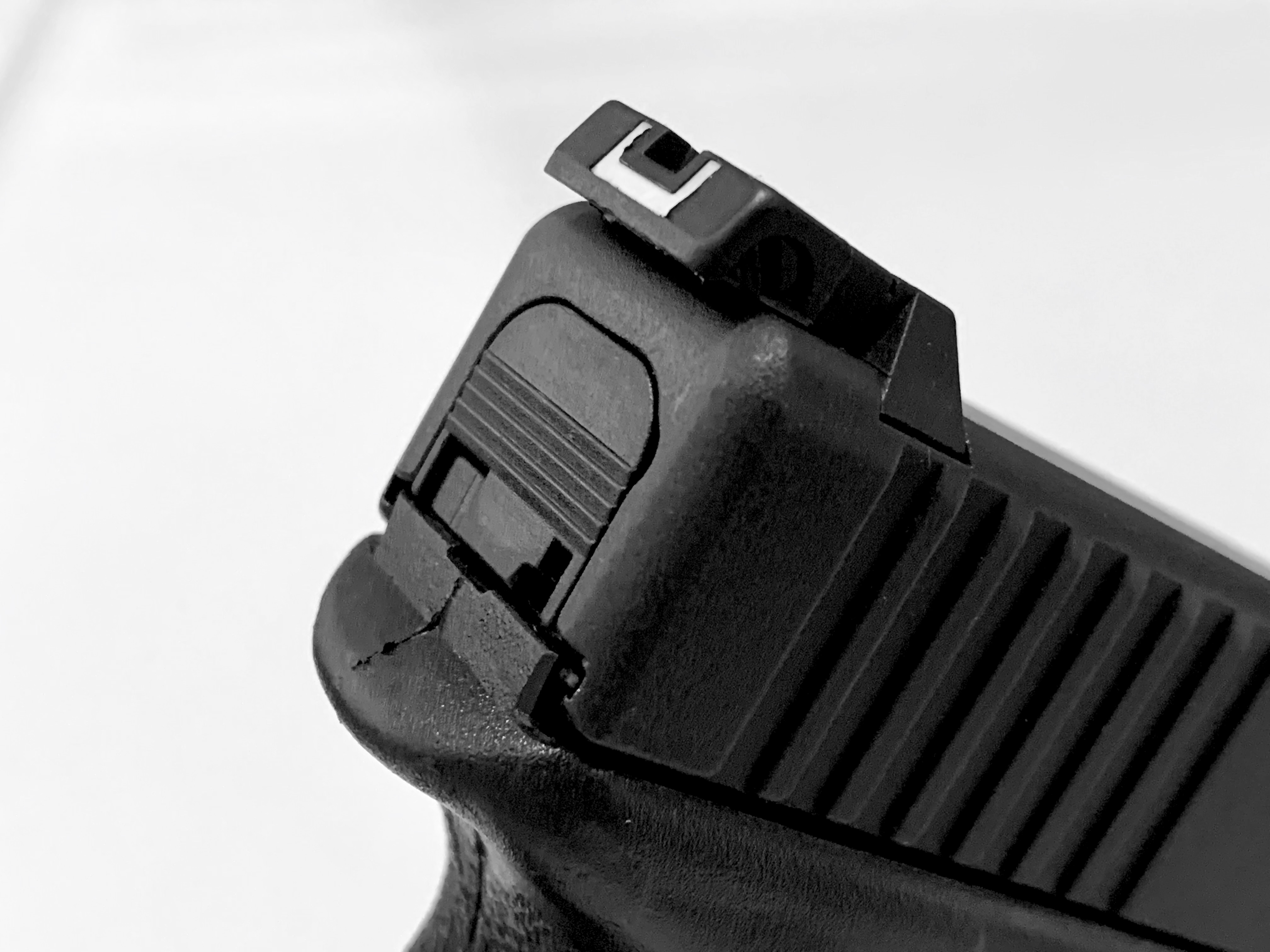
Wczesny regulowany przeziernik stworzony w celu umożliwienia importu do USA w 1986 roku.

W pistolecie Glock 17 zastosowano mechanizm ryglowy z przekoszeniem tylnej części lufy względem zamka, na skutek współdziałania odpowiednich powierzchni ogona lufy i gniazda ryglowego szkieletu pistoletu. Funkcje rygla spełnia górny występ zgrubienia tylnej części lufy, a opory ryglowej – przednia, górna krawędź okna wyrzutowego łusek, odpowiednio wyprofilowanego w zamku. W zamku umieszczono sprężynujący wyciąg, natomiast sztywnym wyrzutnikiem jest występ kadłuba mechanizmu spustowego. Mechanizm uderzeniowy typu iglicznego ma dwustopniowo napinaną iglicę, napędzaną sprężyną uderzeniową. Iglica jest częściowo napinana podczas powrotu zamka, pełne zaś jej napięcie i zwolnienie następuje wyłącznie po całkowitym ściągnięciu języka spustowego. Mechanizm spustowy Safe Action z częściowym samonapinaniem. Prowadzenie ognia pojedynczego zapewnia przerywacz. W pistolecie zastosowano potrójny system zabezpieczenia przed strzałem przypadkowym: jeden zewnętrzny – spustowy oraz dwa wewnętrzne – igliczne. Zabezpieczenia są kolejno zdejmowane w trakcie naciskania na język spustowy. System zabezpieczeń broni zapewnia bezpieczne użytkowanie pistoletu z nabojem wprowadzonym do komory nabojowej, co znacznie skraca czas użycia broni. Nie pozwala natomiast na ponowne napięcie i wyzwolenie mechanizmu uderzeniowego w razie niewypału – konieczne jest przeładowanie pistoletu poprzez odciągnięcie zamka.
Broń jest zasilana z dwurzędowego magazynka pudełkowego o pojemności 17 nabojów lub wydłużonego magazynka 19-nabojowego. Glock 17 ma otwarte mechaniczne przyrządy celownicze – stałe, zaopatrzone standardowo w kontrastową plamkę na muszce i obwódkę na szczerbince. Mogą być również zakładane przyrządy celownicze regulowane lub umożliwiające prowadzenie ognia w  słabych warunkach oświetleniowych, zaopatrzone we wkładki trytowe lub materiał luminescencyjny.

## Typy i amunicja
| Zdjęcie                 | Model | Kaliber (mm) | Długość broni (mm) | Wysokość (mm) | Szerokość (mm) | Długość linii celowniczej (mm) | Długość lufy (mm) | Pojemność magazynka                            | Masa niezaładowanego pistoletu (g) | Masa pustego magazynka (g) | Masa pełnego magazynka (g) |
| ----------------------- | ----- | ------------ | ------------------ | ------------- | -------------- | ------------------------------ | ----------------- | ---------------------------------------------- | ---------------------------------- | -------------------------- | -------------------------- |
| 1 generacja 4 generacja | 17    | 9 × 19 Para  | 186                | 138           | 30             | 165                            | 114               | 17/19/33                                       | 625                                | 78                         | 280                        |
|                         | 17L   | 9 × 19 Para  | 225                | 138           | 30             | 205                            | 153               | 17/19/33                                       | 670                                | 78                         | 280                        |
|                         | 18    | 9 × 19 Para  | 186                | 155,5         | 30             | 165                            | 114               | 17/19/33                                       | 624                                | ?                          | ?                          |
|                         | 17C   | 9 × 19 Para  | 186                | 155,5         | 30             | 165                            | 114               | 17/19/33                                       | 620                                | ?                          | ?                          |
|                         | 18C   | 9 × 19 Para  | 186                | 155,5         | 30             | 165                            | 114               | 17/19/33                                       | 589                                | ?                          | ?                          |
|                         | 19    | 9 × 19 Para  | 174                | 127           | 30             | 153                            | 102               | 15/17/19/33                                    | 595                                | 70                         | 255                        |
|                         | 19C   | 9 × 19 Para  | 174                | 127           | 30             | 159                            | 102               | 15/17/19/33                                    | 586                                | 70                         | 255                        |
|                         | 20    | 10 mm Auto   | 193                | 139           | 32,5           | 172                            | 117               | 15                                             | 785                                | 75                         | 325                        |
|                         | 20C   | 10 mm Auto   | 193                | 139           | 32,5           | 178                            | 117               | 15                                             | 775                                | 75                         | 325                        |
|                         | 21    | .45 ACP      | 193                | 139           | 32,5           | 172                            | 117               | 13                                             | 745                                | 88                         | 340                        |
|                         | 21C   | .45 ACP      | 193                | 139           | 32,5           | 178                            | 117               | 13                                             | 735                                | 88                         | 340                        |
|                         | 22    | .40 S&W      | 186                | 138           | 30             | 165                            | 114               | 15/17                                          | 650                                | 78                         | 325                        |
|                         | 22C   | .40 S&W      | 186                | 138           | 30             | 171                            | 114               | 15/17                                          | 639                                | 78                         | 325                        |
|                         | 23    | .40 S&W      | 174                | 127           | 30             | 153                            | 102               | 13/15/17                                       | 600                                | 70                         | 280                        |
|                         | 23C   | .40 S&W      | 174                | 127           | 30             | 159                            | 102               | 13/15/17                                       | 593                                | 70                         | 280                        |
|                         | 24    | .40 S&W      | 225                | 138           | 30             | 205                            | 153               | 15/17/17                                       | 757                                | 78                         | 325                        |
|                         | 24C   | .40 S&W      | 225                | 138           | 30             | 205                            | 153               | 15/17                                          | 757                                | 78                         | 325                        |
|                         | 25    | .380 Auto    | 174                | 127           | 30             | 153                            | 102               | 15/17                                          | 570                                | 68                         | 204                        |
|                         | 26    | 9 × 19 Para  | 160                | 106           | 30             | 144                            | 88                | 12/15/17/19/33                                 | 560                                | 56                         | 180                        |
|                         | 27    | .40 S&W      | 160                | 106           | 30             | 144                            | 88                | 11                                             | 560                                | 60                         | 205                        |
|                         | 28    | .380 Auto    | 160                | 106           | 30             | 144                            | 88                | 10/12                                          | 529                                | 56                         | 145                        |
|                         | 29    | 10 mm Auto   | 172                | 113           | 32,5           | 151                            | 96                | 10/15                                          | 700                                | 68                         | 235                        |
|                         | 30    | .45 ACP      | 172                | 121           | 32,5           | 151                            | 96                | 9                                              | 680                                | 68                         | 255                        |
|                         | 31    | .357 SIG     | 186                | 138           | 30             | 165                            | 114               | 15/17                                          | 660                                | 78                         | 280                        |
|                         | 31C   | .357 SIG     | 186                | 138           | 30             | 171                            | 114               | 15/17                                          | 655                                | 78                         | 280                        |
|                         | 32    | .357 SIG     | 174                | 127           | 30             | 153                            | 102               | 13/15/17                                       | 610                                | 70                         | 245                        |
|                         | 32C   | .357 SIG     | 174                | 127           | 30             | 159                            | 102               | 13/15/17                                       | 605                                | 70                         | 245                        |
|                         | 33    | .357 SIG     | 160                | 106           | 30             | 144                            | 88                | 9/11/13/15/17 standardowo magazynek 9 nabojowy | 560                                | 60                         | 195                        |
|                         | 34    | 9 × 19 Para  | 207                | 138           | 30             | 192                            | 135               | 17/19                                          | 650                                | 78                         | 280                        |
|                         | 35    | .40 S&W      | 207                | 138           | 30             | 192                            | 135               | 15/17                                          | 695                                | 78                         | 325                        |
|                         | 36    | .45 ACP      | 172                | 121           | 28,5           | 157                            | 96                | 6                                              | 570                                | 56                         | 195                        |
|                         | 43    | 9 × 19 Para  | 159                | 108           | 26             | 132                            | 86                | 6                                              | 509                                | 50                         | 125                        |
|                         | 43X   | 9 × 19 Para  | 165                | 128           | 28             | 154                            | 87                | 10                                             | 465                                | 65                         | 189                        |
|                         | 45    | 9 × 19 Para  | 189                | 139           | 34             | 153                            | 102               | 17                                             | 616                                | 78                         | 166                        |